# Branscourt
Branscourt ist eine französische Gemeinde mit 315 Einwohnern (Stand: 1. Januar 2022) im Département Marne in der Region Grand Est (vor 2016 Champagne-Ardenne). Die Gemeinde gehört zum Arrondissement Reims und zum Kanton Fismes-Montagne de Reims. Die Einwohner werden Brancourtois genannt.

## Geographie
Branscourt liegt etwa 19 Kilometer westnordwestlich des Stadtzentrums von Reims. Umgeben wird Branscourt von den Nachbargemeinden Jonchery-sur-Vesle im Norden, Courcelles-Sapicourt im Osten, Savigny-sur-Ardres im Süden sowie Vandeuil im Westen.

## Bevölkerungsentwicklung
| Jahr                       | 1962 | 1968 | 1975 | 1982 | 1990 | 1999 | 2006 | 2018 |
| Einwohner                  | 170  | 173  | 146  | 158  | 231  | 260  | 246  | 312  |
| Quellen: Cassini und INSEE |      |      |      |      |      |      |      |      |

## Sehenswürdigkeiten

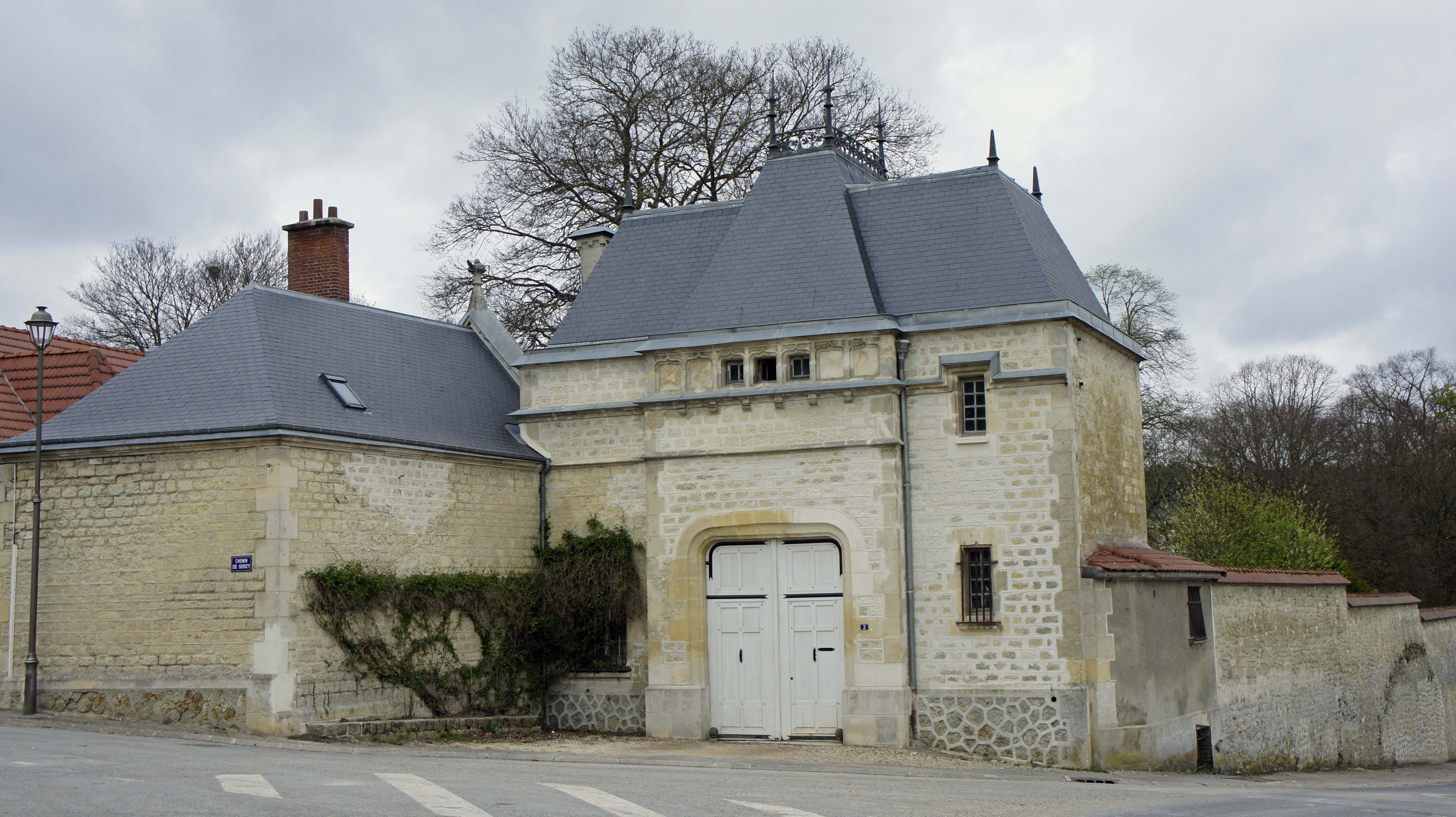
Eingang zum Schloss

- Kirche Saint-Rémi
- Schloss